# Lützowstraße 1 (Mönchengladbach)

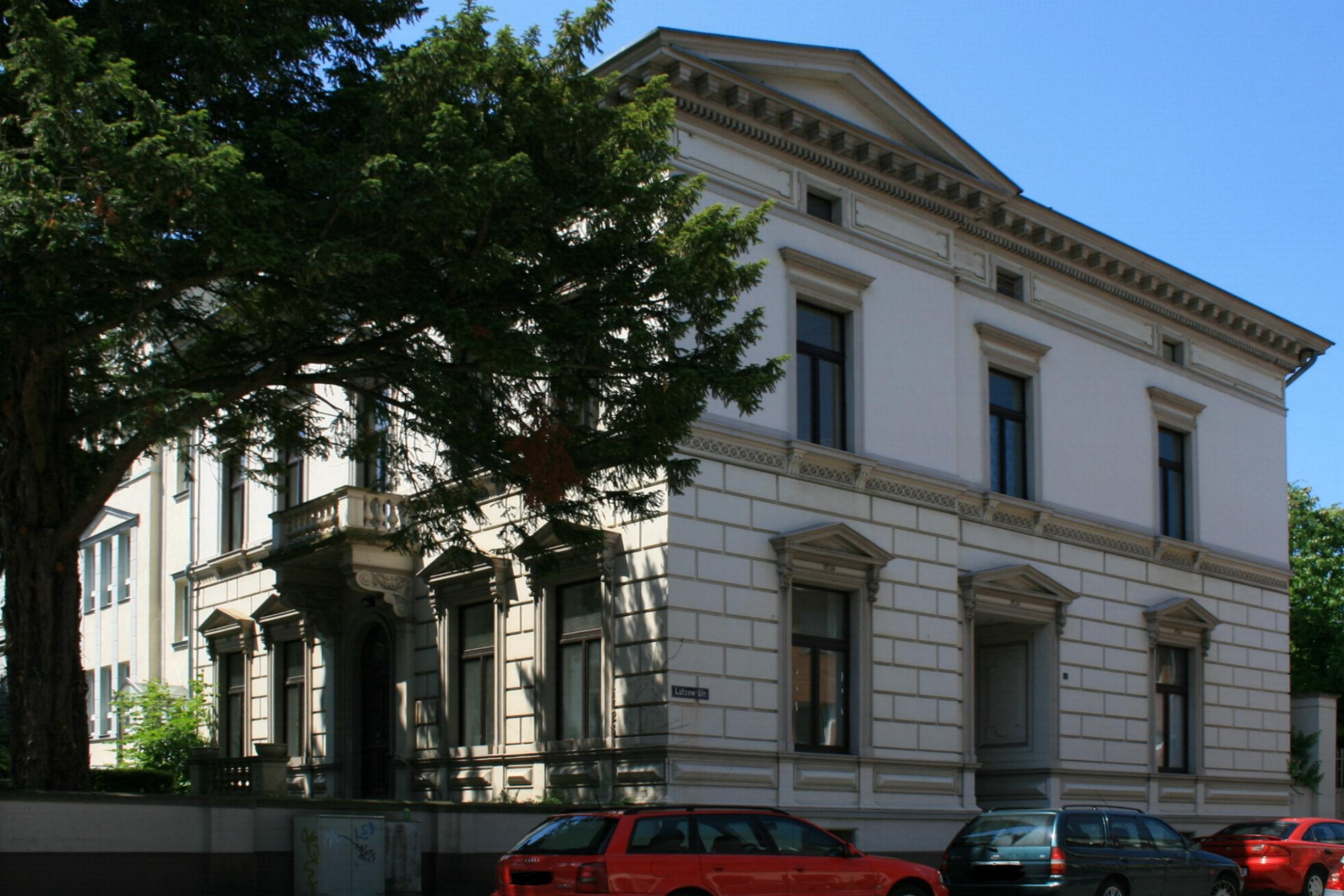
Wohngeschäftshaus (2010)

Das Wohngeschäftshaus Lützowstraße 1 steht in Mönchengladbach (Nordrhein-Westfalen).
Das Gebäude wurde um die Jahrhundertwende erbaut. Es wurde unter Nr. L 018 am 2. Juni 1987 in die Denkmalliste der Stadt Mönchengladbach eingetragen.

## Lage
Die repräsentative Stadtvilla ist zur Lützowstraße angebunden an einem parkartigen Garten mit altem Baumbestand, mit ihrer Hauptfassade ist sie auf den Vorgarten zur Regentenstraße ausgerichtet.

## Architektur
Es handelt sich um ein freistehendes, zweigeschossiges Villengebäude mit flach geneigtem Satteldach. Die Stuckgliederungen der Fassade entsprechen strengen klassizistischen Formen.
Erhaltenswert als repräsentativ gestaltetes, großbürgerliches Wohnhaus des Historismus, das mit seiner Gesamtanlage einen hohen städtebaulichen Wert bildet.